# Ватерполо за мушкарце на Летњим олимпијским играма 2020.
Олимпијски турнир у ватерполу за мушкарце одржавао се у оквиру Летњих олимпијских игара 2020. у Токију у периоду од 25. јула до 8. августа 2021. године у Међународном пливачком центру Тацуми. Укупно се 28. пут ватерполо игра на Олимпијским играма.
Дана 24. марта 2020, одлучено је да се Олимпијске игре одложе за 2021. због пандемије ковида 19 Управо због ње се Игре одржавају без присуства публике.
Репрезентација Србије је одбранила титулу шампиона будући да је победом против Грчке у финалу успела да се поново домогне златне медаље коју је први пут освојила у Рију де Жанеиру 2016. године.

## Квалификовани тимови
| Начин квалификације           | Датум                           | Домаћин(и) | Број места | Квалификован(и)  |
| ----------------------------- | ------------------------------- | ---------- | ---------- | ---------------- |
| Домаћин                       | Н/Д                             | Н/Д        | 1          | Јапан            |
| Светска лига                  | 18—23. јун 2019.                | Београд    | 1          | Србија           |
| Светско првенство 2019.       | 15—27. јул 2019.                | Квангџу    | 2          | Италија          |
| Светско првенство 2019.       | 15—27. јул 2019.                | Квангџу    | 2          | Шпанија          |
| Панамеричке игре 2019.        | 4—10. август 2019.              | Лима       | 1          | Сједињене Државе |
| Одабир из Океаније            | —                               | —          | 1          | Аустралија       |
| Одабир из Африке              | —                               | —          | 1          | Јужна Африка     |
| Европско првенство 2020.      | 14—26. јануар 2020.             | Будимпешта | 1          | Мађарска         |
| Азијске игре 2018.            | 25. август — 1. септембар 2018. | Џакарта    | 1          | Казахстан        |
| Светски квалификациони турнир | 14—21. фебруар 2021.            | Ротердам   | 3          | Хрватска         |
| Светски квалификациони турнир | 14—21. фебруар 2021.            | Ротердам   | 3          | Грчка            |
| Светски квалификациони турнир | 14—21. фебруар 2021.            | Ротердам   | 3          | Црна Гора        |
| Укупно                        |                                 |            | 12         |                  |

## Распоред
| Г | Групна фаза | ¼ | Четвртфинале | ½ | Полуфинале | Б | Утакмица за бронзану медаљу | Ф | Финале |

| 25. јун | 26. јун | 27. јун | 28. јун | 29. јун | 30. јун | 31. јун | 1. авг. | 2. авг. | 3. авг. | 4. авг. | 5. авг. | 6. авг. | 7. авг. | 7. авг. | 8. авг. | 8. авг. |
| ------- | ------- | ------- | ------- | ------- | ------- | ------- | ------- | ------- | ------- | ------- | ------- | ------- | ------- | ------- | ------- | ------- |
| Г       |         | Г       |         | Г       |         | Г       |         | Г       |         | ¼       |         | ½       |         |         | Б       | Ф       |

Извор:

## Жреб
Жреб је одржан у Ротердаму, 21. фебруара 2021. године.
| Први шешир        | Други шешир       | Трећи шешир                   | Четврти шешир            | Пети шешир        | Шести шешир                |
| ----------------- | ----------------- | ----------------------------- | ------------------------ | ----------------- | -------------------------- |
| Италија · Шпанија | Србија · Мађарска | Сједињене Државе · Аустралија | Јужна Африка · Казахстан | Црна Гора · Грчка | Хрватска · Јапан (домаћин) |

Репрезентације су подељене у две групе.
|   | Група А          | Група Б    |
| - | ---------------- | ---------- |
| 1 | Јужна Африка     | Аустралија |
| 2 | Сједињене Државе | Хрватска   |
| 3 | Мађарска         | Србија     |
| 4 | Грчка            | Шпанија    |
| 5 | Јапан            | Казахстан  |
| 6 | Италија          | Црна Гора  |

## Судије
На утакмицама дели правду укупно 24 арбитра.

## Групна фаза
Распоред одигравања утакмица објављен је 9. марта 2021.
Сатница је по локалном времену (UTC+9).

### Група А
| Поз. | Тим              | О | П | Н | И | ГД | ГП  | ГР  | Бод. |
| ---- | ---------------- | - | - | - | - | -- | --- | --- | ---- |
| 1    | Грчка            | 5 | 4 | 1 | 0 | 68 | 34  | +34 | 9    |
| 2    | Италија          | 5 | 3 | 2 | 0 | 60 | 32  | +28 | 8    |
| 3    | Мађарска         | 5 | 3 | 1 | 1 | 64 | 35  | +29 | 7    |
| 4    | Сједињене Државе | 5 | 2 | 0 | 3 | 59 | 53  | +6  | 4    |
| 5    | Јапан            | 5 | 1 | 0 | 4 | 65 | 66  | −1  | 2    |
| 6    | Јужна Африка     | 5 | 0 | 0 | 5 | 20 | 116 | −96 | 0    |

| 25. јул 2021. 10.00 | Извештај | Јужна Африка                                         | 2 : 21  | Италија     | Међународни пливачки центар Тацуми Судије: Виктор Салниченко (КАЗ), Станко Ивановски (ЦГ) |
| 25. јул 2021. 10.00 | Извештај | Резултати по четвртинама: 0 : 2, 2 : 8, 0 : 7, 0 : 4 |         |             | Међународни пливачки центар Тацуми Судије: Виктор Салниченко (КАЗ), Станко Ивановски (ЦГ) |
| 25. јул 2021. 10.00 | Извештај | Резелман, Стоун 1                                    | Стрелци | Ди Фулвио 5 | Међународни пливачки центар Тацуми Судије: Виктор Салниченко (КАЗ), Станко Ивановски (ЦГ) |

| 25. јул 2021. 11.30 | Извештај | Мађарска                                             | 9 : 10  | Грчка      | Међународни пливачки центар Тацуми Судије: Михил Зварт (ХОЛ), Војин Путниковић (СРБ) |
| 25. јул 2021. 11.30 | Извештај | Резултати по четвртинама: 3 : 2, 3 : 4, 2 : 3, 1 : 1 |         |            | Међународни пливачки центар Тацуми Судије: Михил Зварт (ХОЛ), Војин Путниковић (СРБ) |
| 25. јул 2021. 11.30 | Извештај | Ердељи, Варга 3                                      | Стрелци | Фунтулис 3 | Међународни пливачки центар Тацуми Судије: Михил Зварт (ХОЛ), Војин Путниковић (СРБ) |

| 25. јул 2021. 14.00 | Извештај | Сједињене Државе                                     | 15 : 13 | Јапан            | Међународни пливачки центар Тацуми Судије: Себастјен Дервје (ФРА), Аркадиј Воеводин (РУС) |
| 25. јул 2021. 14.00 | Извештај | Резултати по четвртинама: 3 : 3, 4 : 5, 4 : 2, 4 : 3 |         |                  | Међународни пливачки центар Тацуми Судије: Себастјен Дервје (ФРА), Аркадиј Воеводин (РУС) |
| 25. јул 2021. 14.00 | Извештај | Боуен 5                                              | Стрелци | тројица играча 3 | Међународни пливачки центар Тацуми Судије: Себастјен Дервје (ФРА), Аркадиј Воеводин (РУС) |

| 27. јул 2021. 10.00 | Извештај | Јужна Африка                                         | 3 : 20  | Сједињене Државе | Међународни пливачки центар Тацуми Судије: Џанг Љанг (КИН), Војин Путниковић (СРБ) |
| 27. јул 2021. 10.00 | Извештај | Резултати по четвртинама: 0 : 3, 1 : 9, 1 : 3, 1 : 5 |         |                  | Међународни пливачки центар Тацуми Судије: Џанг Љанг (КИН), Војин Путниковић (СРБ) |
| 27. јул 2021. 10.00 | Извештај | тројица играча 1                                     | Стрелци | Халок 4          | Међународни пливачки центар Тацуми Судије: Џанг Љанг (КИН), Војин Путниковић (СРБ) |

| 27. јул 2021. 15.30 | Извештај | Италија                                              | 6 : 6   | Грчка              | Међународни пливачки центар Тацуми Судије: Ксеви Буч (ШПА), Станко Ивановски (ЦГ) |
| 27. јул 2021. 15.30 | Извештај | Резултати по четвртинама: 1 : 1, 1 : 1, 0 : 4, 4 : 0 |         |                    | Међународни пливачки центар Тацуми Судије: Ксеви Буч (ШПА), Станко Ивановски (ЦГ) |
| 27. јул 2021. 15.30 | Извештај | Аикарди, Фиљоли 2                                    | Стрелци | шесторица играча 1 | Међународни пливачки центар Тацуми Судије: Ксеви Буч (ШПА), Станко Ивановски (ЦГ) |

| 27. јул 2021. 18.20 | Извештај | Јапан                                                | 11 : 16 | Мађарска   | Међународни пливачки центар Тацуми Судије: Михил Зварт (ХОЛ), Ненад Периш (ХРВ) |
| 27. јул 2021. 18.20 | Извештај | Резултати по четвртинама: 3 : 4, 5 : 4, 2 : 5, 1 : 3 |         |            | Међународни пливачки центар Тацуми Судије: Михил Зварт (ХОЛ), Ненад Периш (ХРВ) |
| 27. јул 2021. 18.20 | Извештај | Инаба, Окава 3                                       | Стрелци | Залански 4 | Међународни пливачки центар Тацуми Судије: Михил Зварт (ХОЛ), Ненад Периш (ХРВ) |

| 29. јул 2021. 10.00 | Извештај | Мађарска                                             | 23 : 1  | Јужна Африка | Међународни пливачки центар Тацуми Судије: Дањел Данерс (УРУ), Херман Мољер (АРГ) |
| 29. јул 2021. 10.00 | Извештај | Резултати по четвртинама: 4 : 0, 5 : 0, 8 : 0, 6 : 1 |         |              | Међународни пливачки центар Тацуми Судије: Дањел Данерс (УРУ), Херман Мољер (АРГ) |
| 29. јул 2021. 10.00 | Извештај | Манхерц 5                                            | Стрелци | Рода 1       | Међународни пливачки центар Тацуми Судије: Дањел Данерс (УРУ), Херман Мољер (АРГ) |

| 29. јул 2021. 14.00 | Извештај | Сједињене Државе                                     | 11 : 12 | Италија     | Међународни пливачки центар Тацуми Судије: Себастјен Дервје (ФРА), Ненад Периш (ХРВ) |
| 29. јул 2021. 14.00 | Извештај | Резултати по четвртинама: 4 : 2, 3 : 3, 2 : 3, 2 : 4 |         |             | Међународни пливачки центар Тацуми Судије: Себастјен Дервје (ФРА), Ненад Периш (ХРВ) |
| 29. јул 2021. 14.00 | Извештај | четврорица играча 2                                  | Стрелци | Ди Фулвио 5 | Међународни пливачки центар Тацуми Судије: Себастјен Дервје (ФРА), Ненад Периш (ХРВ) |

| 29. јул 2021. 18.20 | Извештај | Грчка                                                | 10 : 9  | Јапан   | Међународни пливачки центар Тацуми Судије: Адријан Александреску (РУМ), Војин Путниковић (СРБ) |
| 29. јул 2021. 18.20 | Извештај | Резултати по четвртинама: 1 : 1, 4 : 4, 2 : 1, 3 : 3 |         |         | Међународни пливачки центар Тацуми Судије: Адријан Александреску (РУМ), Војин Путниковић (СРБ) |
| 29. јул 2021. 18.20 | Извештај | Капоцис, Генидунијас 3                               | Стрелци | Адачи 3 | Међународни пливачки центар Тацуми Судије: Адријан Александреску (РУМ), Војин Путниковић (СРБ) |

| 31. јул 2021. 14.00 | Извештај | Сједињене Државе                                     | 8 : 11  | Мађарска  | Међународни пливачки центар Тацуми Судије: Ксеви Буч (ШПА), Аркадиј Воеводин (РУС) |
| 31. јул 2021. 14.00 | Извештај | Резултати по четвртинама: 1 : 2, 3 : 3, 0 : 3, 4 : 3 |         |           | Међународни пливачки центар Тацуми Судије: Ксеви Буч (ШПА), Аркадиј Воеводин (РУС) |
| 31. јул 2021. 14.00 | Извештај | Боуен, Халок 2                                       | Стрелци | Манхерц 3 | Међународни пливачки центар Тацуми Судије: Ксеви Буч (ШПА), Аркадиј Воеводин (РУС) |

| 31. јул 2021. 18.20 | Извештај | Италија                                              | 16 : 8  | Јапан   | Међународни пливачки центар Тацуми Судије: Станко Ивановски (ЦГ), Ненад Периш (ХРВ) |
| 31. јул 2021. 18.20 | Извештај | Резултати по четвртинама: 5 : 0, 3 : 3, 3 : 1, 5 : 4 |         |         | Међународни пливачки центар Тацуми Судије: Станко Ивановски (ЦГ), Ненад Периш (ХРВ) |
| 31. јул 2021. 18.20 | Извештај | Бодегас, Фиљоли 3                                    | Стрелци | Инаба 3 | Међународни пливачки центар Тацуми Судије: Станко Ивановски (ЦГ), Ненад Периш (ХРВ) |

| 31. јул 2021. 19.50 | Извештај | Јужна Африка                                         | 5 : 28  | Грчка      | Међународни пливачки центар Тацуми Судије: Џон Волдоу (НЗ), Џанг Љанг (КИН) |
| 31. јул 2021. 19.50 | Извештај | Резултати по четвртинама: 1 : 7, 2 : 5, 1 : 7, 1 : 9 |         |            | Међународни пливачки центар Тацуми Судије: Џон Волдоу (НЗ), Џанг Љанг (КИН) |
| 31. јул 2021. 19.50 | Извештај | Стоун 2                                              | Стрелци | Фунтулис 5 | Међународни пливачки центар Тацуми Судије: Џон Волдоу (НЗ), Џанг Љанг (КИН) |

| 2. август 2021. 10.00 | Извештај | Мађарска                                             | 5 : 5   | Италија  | Међународни пливачки центар Тацуми Судије: Ксеви Буч (ШПА), Аркадиј Воеводин (РУС) |
| 2. август 2021. 10.00 | Извештај | Резултати по четвртинама: 2 : 1, 2 : 1, 1 : 1, 0 : 2 |         |          | Међународни пливачки центар Тацуми Судије: Ксеви Буч (ШПА), Аркадиј Воеводин (РУС) |
| 2. август 2021. 10.00 | Извештај | Варга 3                                              | Стрелци | Фиљоли 2 | Међународни пливачки центар Тацуми Судије: Ксеви Буч (ШПА), Аркадиј Воеводин (РУС) |

| 2. август 2021. 11.30 | Извештај | Грчка                                                | 14 : 5  | Сједињене Државе | Међународни пливачки центар Тацуми Судије: Адријан Александреску (РУМ), Михил Зварт (ХОЛ) |
| 2. август 2021. 11.30 | Извештај | Резултати по четвртинама: 4 : 1, 2 : 2, 5 : 2, 3 : 0 |         |                  | Међународни пливачки центар Тацуми Судије: Адријан Александреску (РУМ), Михил Зварт (ХОЛ) |
| 2. август 2021. 11.30 | Извештај | Генидунијас 5                                        | Стрелци | Оберт 2          | Међународни пливачки центар Тацуми Судије: Адријан Александреску (РУМ), Михил Зварт (ХОЛ) |

| 2. август 2021. 18.20 | Извештај | Јапан                                                | 24 : 9  | Јужна Африка | Међународни пливачки центар Тацуми Судије: Џон Волдоу (НЗ), Војин Путниковић (СРБ) |
| 2. август 2021. 18.20 | Извештај | Резултати по четвртинама: 5 : 4, 7 : 4, 6 : 1, 6 : 0 |         |              | Међународни пливачки центар Тацуми Судије: Џон Волдоу (НЗ), Војин Путниковић (СРБ) |
| 2. август 2021. 18.20 | Извештај | Адачи, Арај 4                                        | Стрелци | Нил 4        | Међународни пливачки центар Тацуми Судије: Џон Волдоу (НЗ), Војин Путниковић (СРБ) |

### Група Б
| Поз. | Тим        | О | П | Н | И | ГД | ГП | ГР  | Бод. |
| ---- | ---------- | - | - | - | - | -- | -- | --- | ---- |
| 1    | Шпанија    | 5 | 5 | 0 | 0 | 61 | 31 | +30 | 10   |
| 2    | Хрватска   | 5 | 3 | 0 | 2 | 62 | 46 | +16 | 6    |
| 3    | Србија     | 5 | 3 | 0 | 2 | 70 | 46 | +24 | 6    |
| 4    | Црна Гора  | 5 | 2 | 0 | 3 | 54 | 56 | −2  | 4    |
| 5    | Аустралија | 5 | 2 | 0 | 3 | 49 | 60 | −11 | 4    |
| 6    | Казахстан  | 5 | 0 | 0 | 5 | 35 | 92 | −57 | 0    |

| 25. јул 2021. 15.30 | Извештај | Аустралија                                           | 10 : 15 | Црна Гора  | Судије: Адријан Александреску (РУМ), Алесандро Северо (ИТА) |
| 25. јул 2021. 15.30 | Извештај | Резултати по четвртинама: 5 : 4, 2 : 2, 1 : 4, 2 : 5 |         |            | Судије: Адријан Александреску (РУМ), Алесандро Северо (ИТА) |
| 25. јул 2021. 15.30 | Извештај | Кембел 3                                             | Стрелци | Укропина 4 | Судије: Адријан Александреску (РУМ), Алесандро Северо (ИТА) |

| 25. јул 2021. 18.20 | Извештај | Србија                                               | 12 : 13 | Шпанија   | Међународни пливачки центар Тацуми Судије: Мајкл Голденберг (САД), Јоргос Ставридис (ГРЧ) |
| 25. јул 2021. 18.20 | Извештај | Резултати по четвртинама: 3 : 3, 3 : 5, 3 : 2, 3 : 3 |         |           | Међународни пливачки центар Тацуми Судије: Мајкл Голденберг (САД), Јоргос Ставридис (ГРЧ) |
| 25. јул 2021. 18.20 | Извештај | четворица играча 2                                   | Стрелци | Мунариз 4 | Међународни пливачки центар Тацуми Судије: Мајкл Голденберг (САД), Јоргос Ставридис (ГРЧ) |

| 25. јул 2021. 19.50 | Извештај | Хрватска                                             | 23 : 7  | Казахстан    | Међународни пливачки центар Тацуми Судије: Дион Вилис (ЈАР), Франк Оме (НЕМ) |
| 25. јул 2021. 19.50 | Извештај | Резултати по четвртинама: 4 : 1, 6 : 3, 8 : 1, 5 : 2 |         |              | Међународни пливачки центар Тацуми Судије: Дион Вилис (ЈАР), Франк Оме (НЕМ) |
| 25. јул 2021. 19.50 | Извештај | Јоковић 5                                            | Стрелци | Вуксановић 3 | Међународни пливачки центар Тацуми Судије: Дион Вилис (ЈАР), Франк Оме (НЕМ) |

| 27. јул 2021. 11.30 | Извештај | Црна Гора                                            | 6 : 8   | Шпанија          | Међународни пливачки центар Тацуми Судије: Себастјен Дервје (ФРА), Јоргос Ставридис (ГРЧ) |
| 27. јул 2021. 11.30 | Извештај | Резултати по четвртинама: 2 : 3, 1 : 2, 2 : 2, 1 : 1 |         |                  | Међународни пливачки центар Тацуми Судије: Себастјен Дервје (ФРА), Јоргос Ставридис (ГРЧ) |
| 27. јул 2021. 11.30 | Извештај | Матковић 3                                           | Стрелци | тројица играча 2 | Међународни пливачки центар Тацуми Судије: Себастјен Дервје (ФРА), Јоргос Ставридис (ГРЧ) |

| 27. јул 2021. 14.00 | Извештај | Казахстан                                            | 5 : 19  | Србија       | Међународни пливачки центар Тацуми Судије: Адријан Александреску (РУМ), Ђерђ Кун (МАЂ) |
| 27. јул 2021. 14.00 | Извештај | Резултати по четвртинама: 2 : 4, 1 : 3, 2 : 6, 0 : 6 |         |              | Међународни пливачки центар Тацуми Судије: Адријан Александреску (РУМ), Ђерђ Кун (МАЂ) |
| 27. јул 2021. 14.00 | Извештај | Медведев, Вуксановић 2                               | Стрелци | Пијетловић 4 | Међународни пливачки центар Тацуми Судије: Адријан Александреску (РУМ), Ђерђ Кун (МАЂ) |

| 27. јул 2021. 19.50 | Извештај | Аустралија                                           | 11 : 8  | Хрватска  | Међународни пливачки центар Тацуми |
| 27. јул 2021. 19.50 | Извештај | Резултати по четвртинама: 3 : 3, 2 : 0, 2 : 3, 4 : 2 |         |           | Међународни пливачки центар Тацуми |
| 27. јул 2021. 19.50 | Извештај | Кембел 3                                             | Стрелци | Јоковић 3 | Међународни пливачки центар Тацуми |

| 29. јул 2021. 11.30 | Извештај | Шпанија                                              | 16 : 4  | Казахстан    | Међународни пливачки центар Тацуми Судије: Мајкл Голденберг (САД), Дион Вилис (ЈАР) |
| 29. јул 2021. 11.30 | Извештај | Резултати по четвртинама: 3 : 0, 3 : 0, 5 : 2, 5 : 2 |         |              | Међународни пливачки центар Тацуми Судије: Мајкл Голденберг (САД), Дион Вилис (ЈАР) |
| 29. јул 2021. 11.30 | Извештај | Гранадос 5                                           | Стрелци | Вуксановић 2 | Међународни пливачки центар Тацуми Судије: Мајкл Голденберг (САД), Дион Вилис (ЈАР) |

| 29. јул 2021. 15.30 | Извештај | Хрватска                                             | 13 : 8  | Црна Гора        | Међународни пливачки центар Тацуми Судије: Аркадиј Воеводин (РУС), Ђерђ Кун (МАЂ) |
| 29. јул 2021. 15.30 | Извештај | Резултати по четвртинама: 1 : 1, 6 : 4, 4 : 3, 2 : 0 |         |                  | Међународни пливачки центар Тацуми Судије: Аркадиј Воеводин (РУС), Ђерђ Кун (МАЂ) |
| 29. јул 2021. 15.30 | Извештај | Фатовић 3                                            | Стрелци | тројица играча 2 | Међународни пливачки центар Тацуми Судије: Аркадиј Воеводин (РУС), Ђерђ Кун (МАЂ) |

| 29. јул 2021. 19.50 | Извештај | Србија                                               | 14 : 8  | Аустралија   | Међународни пливачки центар Тацуми Судије: =Франк Оме (НЕМ), Јоргос Ставридис (GRE) |
| 29. јул 2021. 19.50 | Извештај | Резултати по четвртинама: 6 : 0, 4 : 1, 1 : 2, 3 : 5 |         |              | Међународни пливачки центар Тацуми Судије: =Франк Оме (НЕМ), Јоргос Ставридис (GRE) |
| 29. јул 2021. 19.50 | Извештај | Мандић 4                                             | Стрелци | Б. Едвардс 2 | Међународни пливачки центар Тацуми Судије: =Франк Оме (НЕМ), Јоргос Ставридис (GRE) |

| 31. јул 2021. 10.00 | Извештај | Црна Гора                                            | 19 : 12 | Казахстан | Међународни пливачки центар Тацуми Судије: Франк Оме (НЕМ), Јоргос Ставридис (GRE) |
| 31. јул 2021. 10.00 | Извештај | Резултати по четвртинама: 5 : 3, 6 : 3, 3 : 3, 5 : 3 |         |           | Међународни пливачки центар Тацуми Судије: Франк Оме (НЕМ), Јоргос Ставридис (GRE) |
| 31. јул 2021. 10.00 | Извештај | тројица играча 4                                     | Стрелци | Рудај 3   | Међународни пливачки центар Тацуми Судије: Франк Оме (НЕМ), Јоргос Ставридис (GRE) |

| 31. јул 2021. 11.30 | Извештај | Аустралија                                           | 5 : 16  | Шпанија    | Међународни пливачки центар Тацуми Судије: Адријан Александреску (РУМ), Себастјен Дервје (ФРА) |
| 31. јул 2021. 11.30 | Извештај | Резултати по четвртинама: 2 : 4, 1 : 4, 2 : 5, 0 : 3 |         |            | Међународни пливачки центар Тацуми Судије: Адријан Александреску (РУМ), Себастјен Дервје (ФРА) |
| 31. јул 2021. 11.30 | Извештај | Б. Едвардс, Јангер 2                                 | Стрелци | Гранадос 4 | Међународни пливачки центар Тацуми Судије: Адријан Александреску (РУМ), Себастјен Дервје (ФРА) |

| 31. јул 2021. 15.30 | Извештај | Хрватска                                             | 14 : 12 | Србија   | Међународни пливачки центар Тацуми Судије: Мајкл Голденберг (САД), Михил Зварт (ХОЛ) |
| 31. јул 2021. 15.30 | Извештај | Резултати по четвртинама: 5 : 3, 1 : 1, 4 : 4, 4 : 4 |         |          | Међународни пливачки центар Тацуми Судије: Мајкл Голденберг (САД), Михил Зварт (ХОЛ) |
| 31. јул 2021. 15.30 | Извештај | Јоковић, Обрадовић 4                                 | Стрелци | Јакшић 3 | Међународни пливачки центар Тацуми Судије: Мајкл Голденберг (САД), Михил Зварт (ХОЛ) |

| 2. август 2021. 14.00 | Извештај | Србија                                               | 13 : 6  | Црна Гора | Међународни пливачки центар Тацуми Судије: Алесандро Северо (ИТА), Франк Оме (НЕМ) |
| 2. август 2021. 14.00 | Извештај | Резултати по четвртинама: 6 : 1, 2 : 1, 3 : 2, 2 : 2 |         |           | Међународни пливачки центар Тацуми Судије: Алесандро Северо (ИТА), Франк Оме (НЕМ) |
| 2. август 2021. 14.00 | Извештај | Филиповић 3                                          | Стрелци | Ивовић 3  | Међународни пливачки центар Тацуми Судије: Алесандро Северо (ИТА), Франк Оме (НЕМ) |

| 2. август 2021. 15.30 | Изештај | Шпанија                                              | 8 : 4   | Хрватска | Међународни пливачки центар Тацуми Судије: Јоргос Ставридис (ГРЧ), Ђерђ Кун (МАЂ) |
| 2. август 2021. 15.30 | Изештај | Резултати по четвртинама: 2 : 1, 1 : 0, 4 : 2, 1 : 1 |         |          | Међународни пливачки центар Тацуми Судије: Јоргос Ставридис (ГРЧ), Ђерђ Кун (МАЂ) |
| 2. август 2021. 15.30 | Изештај | Гранадос 2                                           | Стрелци | Букић 2  | Међународни пливачки центар Тацуми Судије: Јоргос Ставридис (ГРЧ), Ђерђ Кун (МАЂ) |

| 2. август 2021. 19.50 | Извештај | Аустралија                                           | 15 : 7  | Казахстан           | Међународни пливачки центар Тацуми Судије: Херман Мољер (АРГ), Мајкл Голденберг (САД) |
| 2. август 2021. 19.50 | Извештај | Резултати по четвртинама: 4 : 1, 3 : 0, 5 : 2, 3 : 4 |         |                     | Међународни пливачки центар Тацуми Судије: Херман Мољер (АРГ), Мајкл Голденберг (САД) |
| 2. август 2021. 19.50 | Извештај | Хауден 5                                             | Стрелци | Шакенов, Укуманов 2 | Међународни пливачки центар Тацуми Судије: Херман Мољер (АРГ), Мајкл Голденберг (САД) |

## Елиминациона фаза
|  | Четвртфинале     | Четвртфинале |           |    | Полуфинале  | Полуфинале  |  |  | Финале | Финале |
|  |                  |              |           |    |             |             |  |  |        |        |
|  | 4. август        |              |           |    |             |             |  |  |        |        |
|  |                  |              |           |    |             |             |  |  |        |        |
|  | Грчка            | 10           |           |    |             |             |  |  |        |        |
|  | Грчка            | 10           | 6. август |    |             |             |  |  |        |        |
|  | Црна Гора        | 4            |           |    |             |             |  |  |        |        |
|  | Црна Гора        | 4            | Грчка     | 9  |             |             |  |  |        |        |
|  | 4. август        |              | Грчка     | 9  |             |             |  |  |        |        |
|  |                  | Мађарска     | 6         |    |             |             |  |  |        |        |
|  | Хрватска         | Мађарска     | 6         | 11 |             |             |  |  |        |        |
|  | Хрватска         |              | 8. август | 11 |             |             |  |  |        |        |
|  | Мађарска         | 15           |           |    |             |             |  |  |        |        |
|  | Мађарска         | 15           | Грчка     | 10 |             |             |  |  |        |        |
|  | 4. август        |              | Грчка     | 10 |             |             |  |  |        |        |
|  |                  | Србија       | 13        |    |             |             |  |  |        |        |
|  | Италија          | Србија       | 13        | 6  |             |             |  |  |        |        |
|  | Италија          | 6. август    |           | 6  |             |             |  |  |        |        |
|  | Србија           | 10           |           |    |             |             |  |  |        |        |
|  | Србија           | 10           | Србија    | 10 |             |             |  |  |        |        |
|  | 4. август        |              | Србија    | 10 |             |             |  |  |        |        |
|  |                  | Шпанија      | 9         |    | Треће место | Треће место |  |  |        |        |
|  | Шпанија          | Шпанија      | 9         | 12 | Треће место | Треће место |  |  |        |        |
|  | Шпанија          |              | 8. август | 12 |             |             |  |  |        |        |
|  | Сједињене Државе | 8            |           |    |             |             |  |  |        |        |
|  | Сједињене Државе | 8            | Мађарска  | 9  |             |             |  |  |        |        |
|  |                  |              |           |    |             |             |  |  |        |        |
|  | Шпанија          | 5            |           |    |             |             |  |  |        |        |
|  | Шпанија          | 5            |           |    |             |             |  |  |        |        |

Полуфинале од петог до осмог места
|  | Полуфинале       | Полуфинале       |             |    | Пето место | Пето место |
|  |                  |                  |             |    |            |            |
|  | 6. август        |                  |             |    |            |            |
|  |                  |                  |             |    |            |            |
|  | Црна Гора        | 10               |             |    |            |            |
|  | Црна Гора        | 10               | 8. август   |    |            |            |
|  | Хрватска         | 12               |             |    |            |            |
|  | Хрватска         | 12               | Хрватска    | 14 |            |            |
|  | 6. август        |                  | Хрватска    | 14 |            |            |
|  |                  | Сједињене Државе | 11          |    |            |            |
|  | Италија          | Сједињене Државе | 11          | 6  |            |            |
|  | Италија          |                  |             | 6  |            |            |
|  | Сједињене Државе | 7                |             |    |            |            |
|  | Сједињене Државе | 7                | Седмо место |    |            |            |
|  |                  |                  |             |    |            |            |
|  | 8. август        |                  |             |    |            |            |
|  |                  |                  |             |    |            |            |
|  | Црна Гора        | 14 (17)          |             |    |            |            |
|  | Црна Гора        | 14 (17)          |             |    |            |            |
|  | Италија          | 14 (18)          |             |    |            |            |

### Четвртфинале
| 4. август 2021. 14.00 | Извештај | Сједињене Државе                                     | 8 : 12  | Шпанија            | Међународни пливачки центар Тацуми Судије: Михил Зварт (ХОЛ), Ђерђ Кун (МАЂ) |
| 4. август 2021. 14.00 | Извештај | Резултати по четвртинама: 3 : 3, 3 : 3, 0 : 1, 2 : 5 |         |                    | Међународни пливачки центар Тацуми Судије: Михил Зварт (ХОЛ), Ђерђ Кун (МАЂ) |
| 4. август 2021. 14.00 | Извештај | Дубе 3                                               | Стрелци | четворица играча 2 | Међународни пливачки центар Тацуми Судије: Михил Зварт (ХОЛ), Ђерђ Кун (МАЂ) |

| 4. август 2021. 15.30 | Извештај | Грчка                                                | 10 : 4  | Црна Гора | Међународни пливачки центар Тацуми Судије: Адријан Александреску (РУМ), Алесандро Северо (ИТА) |
| 4. август 2021. 15.30 | Извештај | Резултати по четвртинама: 1 : 0, 2 : 1, 3 : 1, 4 : 2 |         |           | Међународни пливачки центар Тацуми Судије: Адријан Александреску (РУМ), Алесандро Северо (ИТА) |
| 4. август 2021. 15.30 | Извештај | Генидунијас 5                                        | Стрелци | Ивовић 2  | Међународни пливачки центар Тацуми Судије: Адријан Александреску (РУМ), Алесандро Северо (ИТА) |

| 4. август 2021. 18.20 | Извештај | Италија                                              | 6 : 10  | Србија      | Међународни пливачки центар Тацуми Судије: Аркадиј Воеводин (РУС), Јоргос Ставридис (ГРЧ) |
| 4. август 2021. 18.20 | Извештај | Резултати по четвртинама: 2 : 5, 1 : 4, 1 : 0, 2 : 1 |         |             | Међународни пливачки центар Тацуми Судије: Аркадиј Воеводин (РУС), Јоргос Ставридис (ГРЧ) |
| 4. август 2021. 18.20 | Извештај | Прешути 2                                            | Стрелци | Филиповић 3 | Међународни пливачки центар Тацуми Судије: Аркадиј Воеводин (РУС), Јоргос Ставридис (ГРЧ) |

| 4. август 2021. 19.50 | Извештај | Мађарска                                             | 15 : 11 | Хрватска | Међународни пливачки центар Тацуми Судије: Себастјен Дервје (ФРА), Франк Оме (НЕМ) |
| 4. август 2021. 19.50 | Извештај | Резултати по четвртинама: 2 : 3, 5 : 2, 4 : 3, 4 : 3 |         |          | Међународни пливачки центар Тацуми Судије: Себастјен Дервје (ФРА), Франк Оме (НЕМ) |
| 4. август 2021. 19.50 | Извештај | Манхерц 7                                            | Стрелци | Букић 4  | Међународни пливачки центар Тацуми Судије: Себастјен Дервје (ФРА), Франк Оме (НЕМ) |

### Разигравање од 5. до 8. места
| 6. август 2021. 14.00 | Извештај | Црна Гора                                            | 10 : 12 | Хрватска    | Међународни пливачки центар Тацуми Судије: Виктор Салниченко (КАЗ), Ђерђ Кун (МАЂ) |
| 6. август 2021. 14.00 | Извештај | Резултати по четвртинама: 0 : 1, 4 : 5, 3 : 3, 3 : 3 |         |             | Међународни пливачки центар Тацуми Судије: Виктор Салниченко (КАЗ), Ђерђ Кун (МАЂ) |
| 6. август 2021. 14.00 | Извештај | Ивовић 3                                             | Стрелци | Вукичевић 3 | Међународни пливачки центар Тацуми Судије: Виктор Салниченко (КАЗ), Ђерђ Кун (МАЂ) |

| 6. август 2021. 15.30 | Извештај | Италија                                              | 6 : 7   | Сједињене Државе | Међународни пливачки центар Тацуми Судије: Себастјен Дервје (ФРА), Ксеви Буч (ШПА) |
| 6. август 2021. 15.30 | Извештај | Резултати по четвртинама: 2 : 2, 1 : 3, 2 : 0, 1 : 2 |         |                  | Међународни пливачки центар Тацуми Судије: Себастјен Дервје (ФРА), Ксеви Буч (ШПА) |
| 6. август 2021. 15.30 | Извештај | Фиљоли, Renzuto 2                                    | Стрелци | Боуен 3          | Међународни пливачки центар Тацуми Судије: Себастјен Дервје (ФРА), Ксеви Буч (ШПА) |

### Полуфинале
| 6. август 2021. 18.20 | Извештај | Грчка                                                | 9 : 6   | Мађарска  | Међународни пливачки центар Тацуми Судије: Мајкл Голденберг (САД), Аркадиј Воеводин (РУС) |
| 6. август 2021. 18.20 | Извештај | Резултати по четвртинама: 2 : 1, 1 : 1, 2 : 2, 4 : 2 |         |           | Међународни пливачки центар Тацуми Судије: Мајкл Голденберг (САД), Аркадиј Воеводин (РУС) |
| 6. август 2021. 18.20 | Извештај | Аргиропулос 4                                        | Стрелци | Манхерц 2 | Међународни пливачки центар Тацуми Судије: Мајкл Голденберг (САД), Аркадиј Воеводин (РУС) |

| 6. август 2021. 19.50 | Извештај | Србија                                               | 10 : 9  | Шпанија          | Међународни пливачки центар Тацуми Судије: Адријан Александреску (РУМ), Михил Зварт (ХОЛ) |
| 6. август 2021. 19.50 | Извештај | Резултати по четвртинама: 2 : 0, 2 : 5, 1 : 2, 5 : 2 |         |                  | Међународни пливачки центар Тацуми Судије: Адријан Александреску (РУМ), Михил Зварт (ХОЛ) |
| 6. август 2021. 19.50 | Извештај | Мандић 3                                             | Стрелци | тројица играча 2 | Међународни пливачки центар Тацуми Судије: Адријан Александреску (РУМ), Михил Зварт (ХОЛ) |

### Утакмица за седмо место
| 8. август 2021. 9.30 | Извештај | Црна Гора                                                          | 14 : 14 | Италија  | Међународни пливачки центар Тацуми Судије: Виктор Салниченко (КАЗ), Себастјен Дервје (ФРА) |
| 8. август 2021. 9.30 | Извештај | Резултати по четвртинама: 2 : 3, 5 : 4, 4 : 5, 3 : 2 Пенали: 3 : 4 |         |          | Међународни пливачки центар Тацуми Судије: Виктор Салниченко (КАЗ), Себастјен Дервје (ФРА) |
| 8. август 2021. 9.30 | Извештај | Ивовић 6                                                           | Стрелци | Велото 5 | Међународни пливачки центар Тацуми Судије: Виктор Салниченко (КАЗ), Себастјен Дервје (ФРА) |

### Утакмица за пето место
| 8. август 2021. 11.00 | Извештај | Хрватска                                             | 14 : 11 | Сједињене Државе  | Међународни пливачки центар Тацуми Судије: Алесандро Северо (ИТА), Ђерђ Кун (МАЂ) |
| 8. август 2021. 11.00 | Извештај | Резултати по четвртинама: 2 : 3, 4 : 2, 4 : 2, 4 : 4 |         |                   | Међународни пливачки центар Тацуми Судије: Алесандро Северо (ИТА), Ђерђ Кун (МАЂ) |
| 8. август 2021. 11.00 | Извештај | Букић 3                                              | Стрелци | петорица играча 2 | Међународни пливачки центар Тацуми Судије: Алесандро Северо (ИТА), Ђерђ Кун (МАЂ) |

### Утакмица за треће место
| 8. август 2021. 13.40 | Извештај | Мађарска                                             | 9 : 5   | Шпанија   | Међународни пливачки центар Тацуми Судије: Аркадиј Воеводин (РУС), Јоргос Ставридис (ГРЧ |
| 8. август 2021. 13.40 | Извештај | Резултати по четвртинама: 3 : 3, 2 : 2, 1 : 0, 3 : 0 |         |           | Међународни пливачки центар Тацуми Судије: Аркадиј Воеводин (РУС), Јоргос Ставридис (ГРЧ |
| 8. август 2021. 13.40 | Извештај | Вамош 2                                              | Стрелци | Мунариз 2 | Међународни пливачки центар Тацуми Судије: Аркадиј Воеводин (РУС), Јоргос Ставридис (ГРЧ |

### Финале
| 8. август 2021. 16.30 | Извештај | Грчка                                                | 10 : 13 | Србија           | Међународни пливачки центар Тацуми Судије: Мајкл Голденберг (САД), Ксеви Буч (ШПА) |
| 8. август 2021. 16.30 | Извештај | Резултати по четвртинама: 3 : 6, 4 : 2, 2 : 2, 1 : 3 |         |                  | Међународни пливачки центар Тацуми Судије: Мајкл Голденберг (САД), Ксеви Буч (ШПА) |
| 8. август 2021. 16.30 | Извештај | тројица играча 2                                     | Стрелци | тројица играча 3 | Међународни пливачки центар Тацуми Судије: Мајкл Голденберг (САД), Ксеви Буч (ШПА) |

| · 2. место · Грчка | Победник олимпијског турнира у ватерполу за мушкарце 2021. године Србија 2. титула | 3. место Мађарска |

## Коначан пласман
| Место | Тим              |
| ----- | ---------------- |
|       | Србија           |
|       | Грчка            |
|       | Мађарска         |
| 4     | Шпанија          |
| 5     | Хрватска         |
| 6     | Сједињене Државе |
| 7     | Италија          |
| 8     | Црна Гора        |
| 9     | Аустралија       |
| 10    | Јапан            |
| 11    | Казахстан        |
| 12    | Јужна Африка     |